# Гаспе
Гаспе (фр. Gaspé) — крупный полуостров на востоке провинции Квебек, на восточном побережье Канады. Общая площадь 30 341 км²; площадь полуострова занята департаментом Гаспези с населением 100 тысяч человек. Гаспе популярен у любителей северного туризма, рыбалки и охоты. Здесь же расположена одна из самых известных достопримечательностей Квебека — Утёс Персе.

## География
Полуостров имеет вытянутую овальную форму, вдаётся в залив Святого Лаврентия (Атлантический океан) на 200 километров. К югу находится провинция Нью-Брансуик. Основную часть полуострова занимают хвойные леса. Наивысшей точкой полуострова является вершина Жак-Картье высотой 1268 метров в канадской части гор Аппалачи.

## Население
Полуостров слабонаселён (население 100 тыс. человек). На полуострове располагается квебекский департамент Гаспези и его административный центр — город Гаспе. Основное население — франкоканадцы.